# ثوم هاتش
ثوم هاتش (بالإنجليزية: Thom Hatch)‏ هو كاتب أمريكي، ولد في 28 يوليو 1946.

## وصلات خارجية
- الموقع الرسمي